# 玛伦·尼兰·奥达尔
玛伦·尼兰·奥达尔（挪威語：Maren Nyland Aardahl，1994年3月2日—），挪威女子手球运动员，2021年世界女子手球锦标赛金牌得主、2023年世界女子手球锦标赛银牌得主、2024年夏季奥林匹克运动会女子金牌得主。